# Bailleul-Sir-Berthoult
Bailleul-Sir-Berthoult è un comune francese di 1 288 abitanti situato nel dipartimento del Passo di Calais nella regione dell'Alta Francia.

## Società

### Evoluzione demografica
Abitanti censiti